# Campionati africani di atletica leggera 2016 - 10000 metri piani femminili
La specialità dei 10000 metri piani femminili ai Campionati africani di atletica leggera di Durban 2016 si è svolta il 25 giugno 2016 al Kings Park Stadium.

## Programma
| Data           | Ora | Turno  |
| -------------- | --- | ------ |
| 25 giugno 2016 |     | Finale |

## Risultati

### Finale
| Class   | Atleta                | Nazione       | Tempo    | Note             |
| ------- | --------------------- | ------------- | -------- | ---------------- |
| Oro     | Alice Aprot           | Kenya         | 30:26.94 | , WL             |
| Argento | Jackline Chepngeno    | Kenya         | 31:27.73 |                  |
| Bronzo  | Joyciline Jepkosgei   | Kenya         | 31:28.28 |                  |
| 4       | Salome Nyirarukundo   | Ruanda        | 31:45.82 | Record nazionale |
| 5       | Shure Demise          | Etiopia       | 32:14.25 |                  |
| 6       | Yenenesh Tilahun      | Etiopia       | 32:17.38 |                  |
| 7       | Clementine Mukandanga | Ruanda        | 33:28.64 |                  |
| 8       | Ayantu Idossa         | Etiopia       | 34:34.64 |                  |
| 9       | Lemlem Teweldebrhan   | Eritrea       | 34:41.77 |                  |
| 10      | Ruth Kibreab          | Eritrea       | 36:10.58 |                  |
| 11      | Glenrose Xaba         | Sudafrica     | 36:32.37 |                  |
| 12      | Falicia Oyo           | Sudan del Sud | 37:55.31 |                  |
| dnf     | Rachael Zena Chebet   | Uganda        | dnf      |                  |
| dnf     | Keneilwe Sesing       | Sudafrica     | dnf      |                  |
| dns     | Nebyat Abraham        | Eritrea       | dns      |                  |
| dns     | Sali Nguisse          | Sudan         | dns      |                  |